# 기업인수목적회사
기업인수목적회사, 스팩(영어: special-purpose acqusition company, SPAC)이란 여러 명의 개인 투자자들에게 공개적으로 자금을 모아, 일반적으로 3년 내에 장외 우량업체를 M&A할 조건으로 특별 상장하는 서류상의 회사를 의미한다. 결과적으로 증시 상장이 되기 때문에, 개인투자자들은 인수합병 여부와 상관없이 주식 매매를 통해 투자금을 언제든지 회수가 가능하다.

## 대한민국의 상황
대한민국의 증권사들은 개인 투자자들의 스팩투자를 가능하게 하기 위해 각자의 사모펀드를 구성하고 있다. 한 증권회사가 운영하는 스팩은 원가와 비교해 볼 때 70%가 넘는 수익을 발생시킨다.

## 상장 스팩
- DB금융스팩11호, DB금융스팩12호, DB금융스팩14호
- IBKS제20호스팩, IBKS제21호스팩, IBKS제22호스팩, IBKS스팩제23호[3], IBKS제24호스팩
- KB제25호스팩, KB제26호스팩, KB제27호스팩
- 교보11호스팩, 교보12호스팩, 교보13호스팩, 교보14호스팩[4], 교보15호스팩[5], 교보스팩16호
- 대신밸런스제13호스팩, 대신밸런스제14호스팩, 대신밸런스제15호스팩[6], 대신밸런스제16호스팩, 대신밸런스제17호스팩, 대신밸런스제18호스팩
- 미래에셋드림스팩1호, 미래에셋비전스팩1호, 미래에셋비전스팩2호, 미래에셋비전스팩3호, 미래에셋비전스팩4호, 미래에셋비전스팩5호, 미래에셋비전스팩6호, 미래에셋비전스팩7호
- BNK제1호스팩, BNK스팩제2호
- 삼성스팩4호[7], 삼성스팩5호, 삼성스팩6호, 삼성스팩7호, 삼성스팩8호[8], 삼성스팩9호[9]
- 상상인제3호스팩, 상상인제4호스팩
- 신영스팩7호, 신영스팩8호, 신영스팩9호, 신영스팩10호
- 신한제9호스팩, 신한제10호스팩, 신한제11호스팩, 신한스팩제12호, 신한스팩제13호, 신한스팩14호, 신한제15호스팩
- SK증권제9호스팩, SK증권제10호스팩, SK증권스팩11호, SK증권스팩12호, SK증권스팩13호
- 에이치엠씨제6호스팩, 에이치엠씨아이비스팩7호
- NH스팩23호, NH스팩24호, NH스팩25호, NH스팩26호, NH스팩27호, NH스팩28호, NH스팩29호, NH스팩30호[10], NH스팩31호
- 이베스트스팩6호
- 유안타제9호스팩, 유안타제10호스팩, 유안타제11호스팩, 유안타제12호스팩, 유안타제13호스팩, 유안타제14호스팩[11], 유안타스팩15호, 유안타스팩16호
- 유진스팩8호, 유진스팩9호, 유진스팩10호
- KB제21호스팩, KB제22호스팩, KB스팩28호, KB스팩29호, KB스팩31호
- 키움제6호스팩, 키움제7호스팩, 키움제8호스팩, 키움스팩10호, 키움스팩11호
- 하나26호스팩, 하나27호스팩, 하나28호스팩, 하나29호스팩, 하나스팩30호[12], 하나스팩31호, 하나스팩32호, 하나스팩33호
- 하나금융21호스팩, 하나금융22호스팩, 하나금융23호스팩[13], 하나금융24호스팩, 하나금융25호스팩, 하나스팩35호, 하나머스트7호스팩
- 하이제7호스팩, 하이제8호스팩
- 한국제11호스팩, 한국제12호스팩, 한국제13호스팩, 한국스팩제14호, 한국스팩제15호
- 한화플러스제3호스팩, 한화플러스제4호스팩
- LS스팩1호

## 상폐 스팩

### 2024년
- NH스팩20호
- 신한제8호스팩
- 유진스팩7호
- 한화플러스제2호스팩[14]
- SK증권제8호스팩

### 2023년
- 에이치엠씨제4호스팩
- 하나금융16호스팩
- IBKS제13호스팩
- 미래에셋대우스팩5호
- DB금융스팩8호

## 스팩 광풍
상장한 다음 날부터 6거래일 연속 상한가를 기록한 스팩도 있었다.

## 같이 보기
- 인수 합병